# Jugra Chanty-Mansyjsk
Jugra Chanty-Mansyjsk (ros. Югра Ханты-Мансийск) – rosyjski klub hokeja na lodzie z siedzibą w Chanty-Mansyjsku.

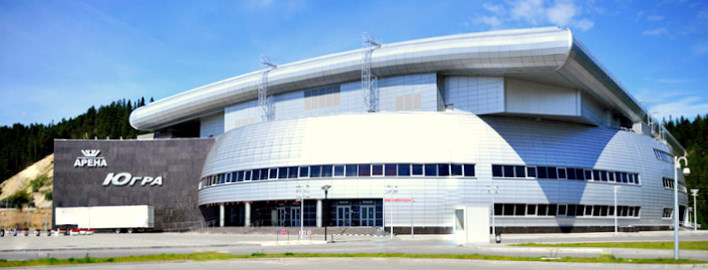
Arena Jugra

## Historia
Nazwa klubu pochodzi od terminu Jugra - staroruskiej nazwy obszarów zamieszkanych przez Jugrów (dzisiejszych Chantów i Mansów), tj. terenów położonych na zachodniej Syberii, oraz we wschodnim skrawku Europy, pomiędzy północnym Uralem a Peczorą. Barwy klubu zostały przejęte od widniejących na fladze Chanty-Mansyjskiego OA - Jugry.
Klub został założony w 2006 i w sezonie 2007/08 przystąpił do rozgrywek wyższej ligi, drugiej rosyjskiej klasy rozgrywkowej. Już rok później zwyciężył w tej lidze, powtarzając ten sukces także w następnym roku. Od sezonu 2010/2011 klub przyjęto do rozgrywek KHL - w rozgrywkach zastąpił drużynę Łada Togliatti, która została wycofana z powodów finansowych. W premierowym sezonie KHL Jugra zajęła najpierw wysokie 5. miejsce w Konferencji Wschód w rundzie zasadniczej i awansowała do fazy play-off, gdzie w 1/8 finału uległa drużynie Mietałłurga Magnitogorsk 2:4. W swoim drugim sezonie 2011/2012 Jugra zajęła po rundzie zasadniczej 8. miejsce na Zachodzie i następnie przegrała w 1/8 finału najlepszemu klubowi rundy zasadniczej, Traktorowi Czelabińsk 1:4. Ostatecznie klub sklasyfikowano na 14. miejscu (na 23 drużyn). W sezonie 2012/2013 drużyna nie zakwalifikowała się do fazy play-off i została sklasyfikowana na 17. miejscu w lidze. W rozgrywanych po raz pierwszych rozgrywkach dla drużyn, które nie uczestniczyły w fazie play-off tj. Puchar Nadziei drużyna odpadła w ćwierćfinale z drużyną z Jekaterynburga w serii 3:1.
Podczas występów w KHL Jugra była przydzielona do Konferencji Wschód i Dywizji Charłamowa. W tym okresie drużyną juniorską został zespół Mamonty Jugry Chanty-Mansyjsk  występujący w Młodzieżowej Hokejowej Lidze. Zespołem farmerskim klubu został Rubin Tiumeń z Wyższej Hokejowej Ligi. Po sezonie 2017/2018 w marcu 2018 władze KHL postanowiły o wykluczeniu Jugry z rozgrywek. Następnie władze klubu złożyły wniosek o przyjęcie do ligi WHL i klub został przyjęty.
W sezonie WHL 2020/2021 drużyna Jugry wygrała sezon zasadniczy oraz fazę play-off zdobywając mistrzostwo.

## Sukcesy
- Złoty medal wyższej ligi: 2009, 2010
- Puchar Jedwabnego Szlaku – pierwsze miejsce w sezonie zasadniczym WHL: 2021, 2022, 2023
- Puchar Pietrowa: 2021
- Złoty medal WHL: 2021
- Brązowy medal WHL: 2022

## Szkoleniowcy
Od 2008 do końca października 2013 trenerem był Siergiej Szepielew. W grudniu 2013 trenerem konsultantem został Fin Hannu Jortikka. W kwietniu 2014 trenerem został Dmitrij Juszkiewicz. Został zwolniony pod koniec stycznia 2015 (wraz z nim asystenci Andriej Jemielin i Anatolij Siemionow), a nowym trenerem został menedżer klubu Andriej Potajczuk. W kwietniu 2015 trenerem Jugry został mianowany dotychczasowy szkoleniowiec juniorskiego zespołu Mamonty Jugry, Pawieł Jezowskich. Jego następcą jako p.o. głównego trenera został Andriej Sokołow (p.o.), a jego asystentami zostali Anatolij Czistiakow i Andriej Zujew. W grudniu 2016 trenerem został Andriej Razin, z przeznaczeniem do kwietnia 2017. Po sezonie, pod koniec marca 2017 trenerem został Igor Zacharkin. Pod koniec września 2017, gdy na początku sezonu KHL (2017/2018) Jugra zajmowała ostatnie miejsce w Konferencji Wschód, zwolniony został sztab trenerski zespołu (główny trener Igor Zacharkin, starszy trener Nikołaj Borszczewski, asystent Jewgienij Chwostow), zaś zaangażowany został Anatolij Jemielin jako główny trener, Igor Ulanow jako starszy trener i Siergiej Gusiew jako asystent). Od kwietnia 2015 do 2018 menedżerem generalnym w klubie był Jewgienij Chacej. W kwietniu 2018 menedżerem generalnym został Siergiej Gusiew. We wrześniu 2018 przedstawiono nowy sztab trenerski, do którego weszli główny trener Aleksiej Żdachin, Władisław Bulin, Jewgienij Fiodorow, Siergiej Chramcow, Raszyt Gałymżanow. W kwietniu 2019 szkoleniowcem Jugry został Wadim Jepanczincew. W maju 2019 do sztabu weszli Białorusini Wiktar Kasciuczonak i Arciom Jackiewicz. W listopadzie 2020 ze sztabu odszedł Fiodorow. Na początku czerwca 2022 nowym głównym trenerem został ogłoszony Białorusin Eduard Zankawiec, a do jego sztabu weszli jego rodacy Alaksandr Makrycki, Siarhiej Hromau i Arciom Jackiewicz. W maju 2023 nowym szkoleniowcem został ponownie Wadim Jepanczincew. Do jego sztabu weszli Dmitrij Gogolew, Oleg Wołkow, Artiom Jackiewicz. 